# Epilobium septentrionale
Epilobium septentrionale är en dunörtsväxtart som först beskrevs av Karl Keck, och fick sitt nu gällande namn av R.N. Bowman och P.C. Hoch. Epilobium septentrionale ingår i släktet dunörter, och familjen dunörtsväxter. Inga underarter finns listade i Catalogue of Life.